# Tegenpaus Calixtus III
Calixtus III, eigenlijk Johannes van Struma (Arezzo, ? – Benevento, ca. 1179) was tegenpaus van 20 november 1168 tot 29 augustus 1178. Hij was de derde tegenpaus tegenover paus Alexander III.
Aan het begin van het pontificaat van Paschalis III, de tweede tegenpaus tegenover Alexander III, was Johannes abt van het klooster in Strumi langs de Arno. Paschalis benoemde hem tot kardinaal en bisschop van Albano. Toen Paschalis in 1168 overleed, kozen zijn aanhangers, daartoe aangezet door keizer Frederik I Barbarossa, Johannes van Struma als zijn opvolger. Deze nam de naam Calixtus III aan.
Het kerkelijk schisma was ontstaan vanwege een conflict tussen Frederik I en paus Alexander III. In 1177 legden zij echter hun conflict bij. Frederik I erkende de rechtmatigheid van het pontificaat van Alexander III en trok daarom zijn steun aan Calixtus in. Vanuit Albano bleef Calixtus nog enige tijd aan als paus, maar op 29 augustus 1178 trok hij zich terug en onderwierp hij zich aan Alexander III. Alexander nam hem weer op in de kerk en stelde hem aan over het kerkelijk bezit in Benevento. Hier overleed hij korte tijd later.
Na het aftreden van Calixtus III was het kerkelijk schisma echter nog niet voorbij. Kardinalen die Alexander III niet als paus erkenden, kozen Lando van Sezze (Innocentius III) als hun paus.